# Lot-Heiligtum

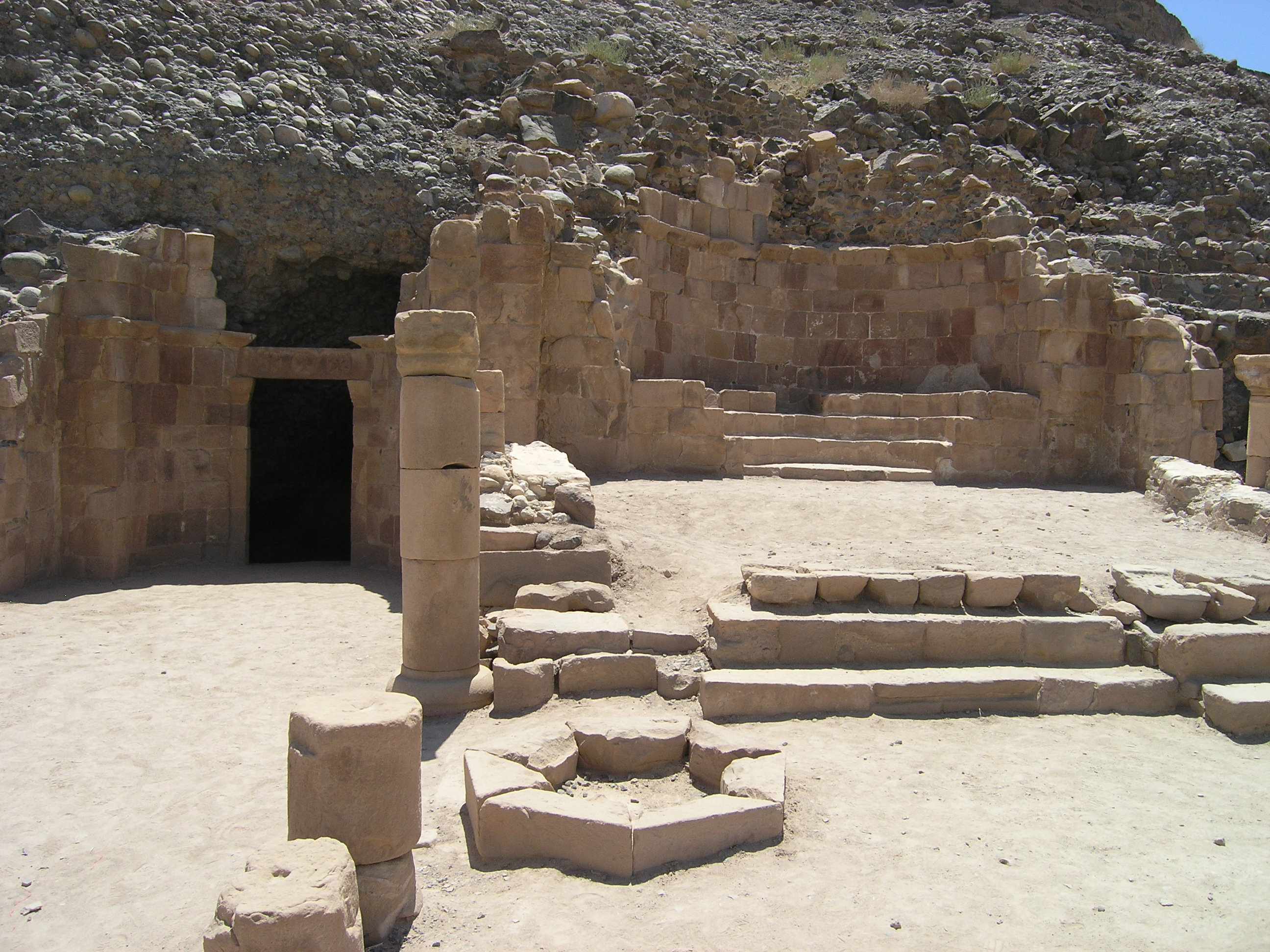
Lot-Heiligtum, Basilika, Hauptschiff mit 7-eckiger Basis des Ambo, linkes Seitenschiff mit Eingang zur Höhle des Lot

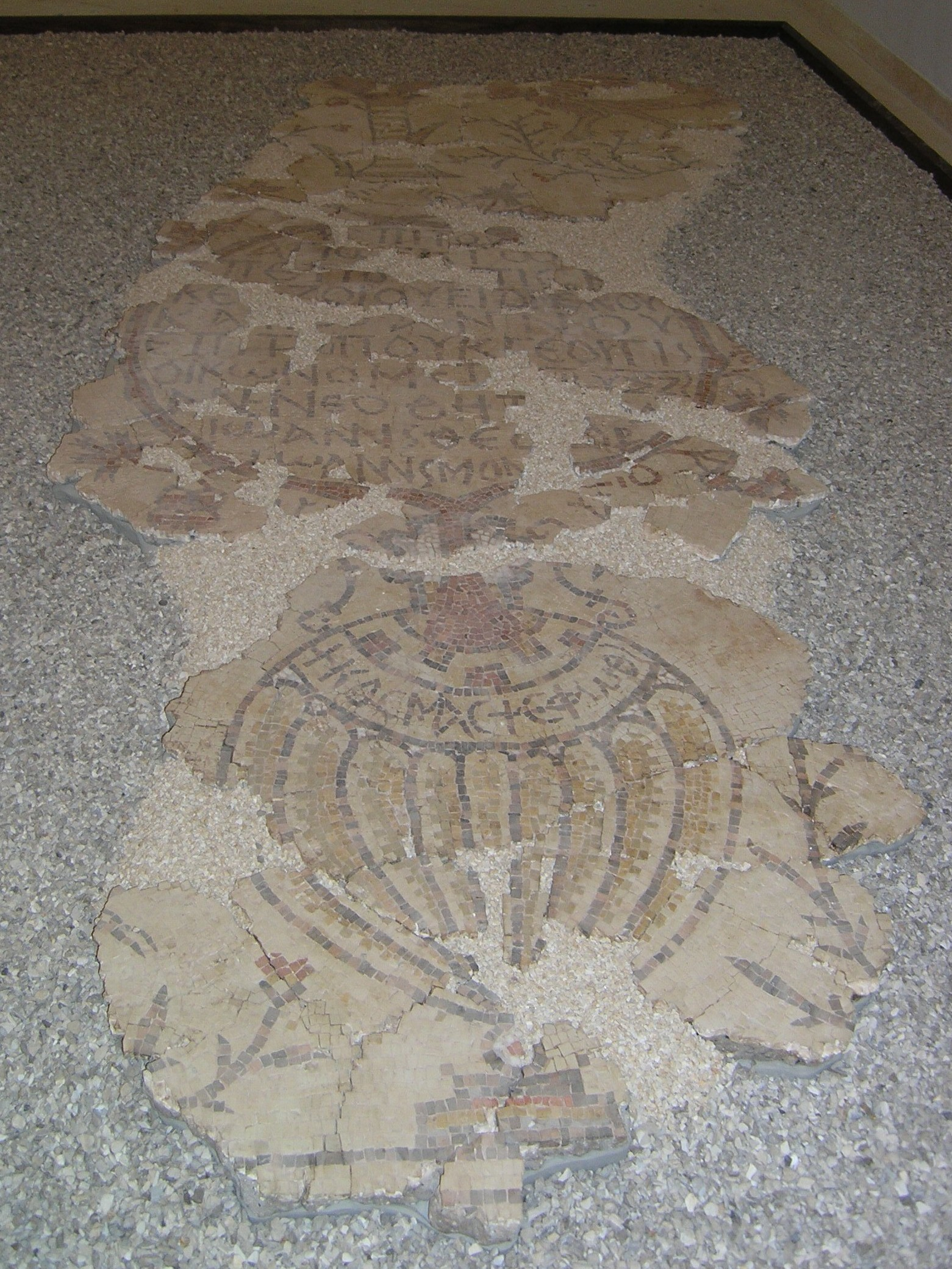
Mosaik aus dem Diakonion des Lot-Heiligtums im Museum am tiefsten Punkt der Erde

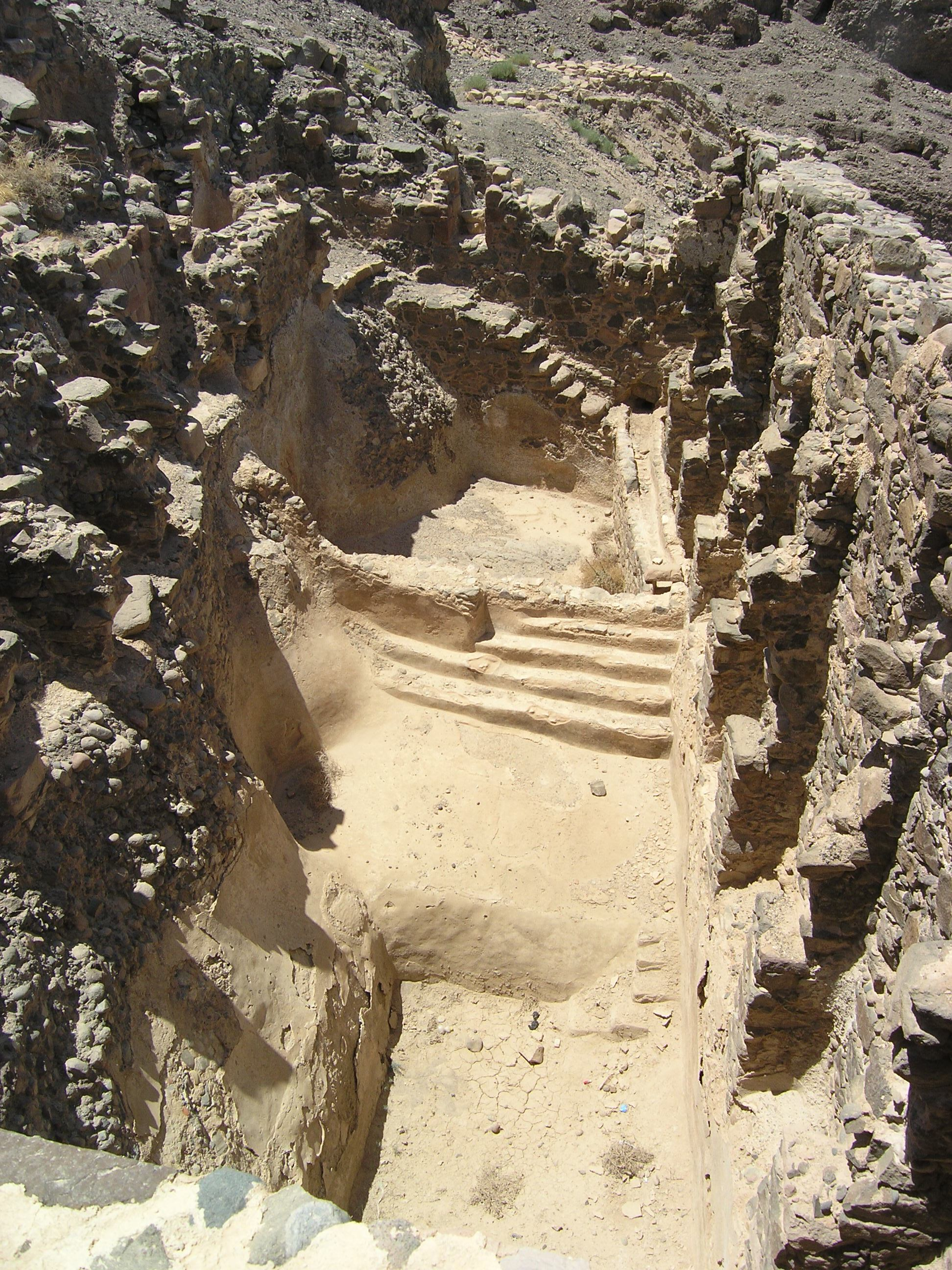
Zisterne

Das Lot-Heiligtum ist eine frühbyzantinische Gedenkstätte für Lot, den Neffen von Abraham, der nach der Zerstörung von Sodom und Gomorra mit seinen Töchtern im Gebirge Zuflucht fand (Gen 19,30 ). Die Reste der Pilgerstätte mit Höhle, Kirche, Gasträumen und Mönchszellen liegen östlich des Toten Meeres nahe beim Museum am tiefsten Punkt der Erde in Jordanien.

## Geschichte
Als im dritten und vierten Jahrhundert n. Chr. christliche Pilger vermehrt ins Heilige Land zogen, war es ihnen wichtig, für biblische Ereignisse geeignete Erinnerungsorte zu finden. Eine Höhle im jordanischen Bergland oberhalb des Toten Meeres wurde seither als „Höhle des Lot“ verehrt und im 5.–6. Jahrhundert mit einer Kirche überbaut. Auf der um das Jahr 560 entstandenen Madaba-Karte ist der „Ort des heiligen Lot“ mit einem Abbild der Kirche verzeichnet.

## Forschung und Konservierung
Im Rahmen eines Oberflächen-Survey entdeckte 1986 der Archäologe Burton MacDonald die Überreste eines Klosters und benannte sie zunächst nach der nahe gelegenen Quelle Deir 'Ain 'Abata (Kloster an der Abata-Quelle). Bei weiteren Voruntersuchungen entstand die Vermutung, es könne sich um das seit langem gesuchte, von der Madaba-Karte bekannte Lot-Heiligtum handeln. Von 1988 bis 1996 leitete Konstantinos D. Politis die Ausgrabungen mit Unterstützung des British Museum. Inschriftenfunde in der Basilika bestätigten die Verehrung von Lot an dieser Stelle. Seit 1993 fördert das jordanische Ministerium für Tourismus und Antiken die Restaurierung und Sicherung der Fundstelle sowie die touristische Erschließung.

## Beschreibung
Auf einer schmalen in den Berghang geschnittenen Fläche steht die kleine dreischiffige Basilika. Erhalten sind drei Apsiden, wobei die nördliche den Zugang zur Höhle ermöglicht. Das Portal ist mit Rosetten und Kreuzen geschmückt, dahinter führt ein schmaler Gang in die Höhle hinab. Das Hauptschiff ist mit je vier Säulen von den Seitenschiffen getrennt. Der Altarraum ist um zwei Stufen erhöht, auf denen noch die Fundamente der Bema-Schranken liegen. In die Rundung der Hauptapsis sind drei Sitzstufen eingemauert. Der Narthex ist zwar den Hang hinabgerutscht, in seinen Maßen aber rekonstruierbar.
In der Kirche wurden mehrere Mosaiken gefunden, die die Renovierungsdaten 572/573 (signiert von Kosmas), 606 und 691 angeben. Das letzte liegt bereits in umayyadischer Zeit, einer Epoche, in der Christen und Muslime in Frieden in der Region lebten. Auch nach Auflassung des Klosters wurde die Verehrung für Lot an dieser Stelle bis in abbasidische Zeit weitergeführt, was Funde aus der Höhle belegen.
Die Höhle wurde auch in tieferen Schichten untersucht, wobei sowohl nabatäische als auch mittel- und frühbronzezeitliche Keramik aufgefunden wurde. Die Funde weisen auf eine alte Verehrungsstelle hin, deren Tradition durch die Christen wieder aufgenommen wurde.
Südlich der Basilika befindet sich eine große Zisterne. Auf der nördlichen Seite schließt das Refektorium mit einem großen Ofen an, dann die Räume für Pilger und die Mönchszellen.